# Monastero di Stavrovouni
Il Monastero di Stavrovouni (in greco Ιερά Μονή Σταυροβουνίου?) è un monastero greco-ortodosso che sorge sulla cima di una collina chiamata Stavrovouni (in greco: Σταυροβούνι) a Cipro; a volte è semplicemente noto come Stavrovouni. Il monastero è uno dei pochi posti dove si può vedere un frammento della Santa Croce. Il Monastero di Stavrovouni è stato fondato da Sant'Elena (la madre dell'imperatore Costantino) intorno al 327–329 d.C. ed è quindi uno dei monasteri più antichi del mondo.

## Posizione
Il monastero si trova sulla vetta del monte omonimo (Stavrovouni) nel distretto di Larnaca. Il monte in passato era conosciuto con il nome di Olimpo, ma oggi il nome è portato dal punto più alto dei monti del Troodos più a ovest. Stavrovouni, come già indica il nome, è dedicata alla Santa Croce; deriva probabilmente da due parole, 'stavros' (in greco: Σταυρός) per croce e 'vouno' (βουνό) per montagna, così che fondamentalmente significa "la montagna della Croce".

## Istituzione
Secondo la tradizione religiosa, il monastero fu fondato da Sant'Elena, la madre dell'imperatore romano Costantino il Grande. Secondo il cronista cipriota del XV secolo Leontios Makhairas, dopo la fine del primo sinodo ecumenico a Nicea (325), Elena andò in pellegrinaggio in Terra Santa quando scoprì le tre croci su cui erano stati crocifissi Gesù e i due ladroni. Le fece scavare e voleva portarle a Costantinopoli, ma si dice che abbia lasciato una di queste croci a Cipro durante una visita involontaria causata da un naufragio. La storia religiosa narra che durante la notte la Santa Croce fu trasferita per miracolo sulla cima di un'alta collina e che una forte luce stava uscendo da quella cima. Dopo diversi tentativi infruttuosi di portar via la Santa Croce da quella montagna, Elena decise di lasciarne un pezzo e costruì una piccola cappella per proteggerla.
Stavrovouni è quindi considerato uno dei monasteri più antichi del mondo; altri antichi monasteri sono: Sant'Atanasio (344), Sant'Antonio (356), San Macario (360), San Gabriele (Mor Gabriel) (397), Sant'Eutimio (460), San Sabba (Mar Saba) (483) e Santa Caterina, Sinai (565).

## Reliquie
La reliquia più significativa che possiede il monastero di Stavrovouni è un pezzo della Santa Croce, lasciato al monastero da Sant'Elena. Ci sono riferimenti da diverse fonti che riferiscono che la Santa Croce era solita stare senza sostegno nell'aria. Al giorno d'oggi, il pezzo rimanente della Croce è custodito all'interno di una grande croce d'argento. Altre reliquie lasciate al monastero da Elena includono la Croce del buon ladrone, un chiodo e, secondo alcuni detti, una parte della corda che aveva legato Gesù alla Croce.
Inoltre, i visitatori troveranno due piccole catene che furono indossate da San Panareto, vescovo di Paphos, durante la sua vita, e che erano in contatto diretto con il suo corpo.

## Storia
Stavrovouni è il primo monastero documentato dell'isola. Il riferimento scritto più antico risale al periodo bizantino e dimostra che Stavrovouni era un importante centro religioso sin dal IV secolo. Le informazioni rilevanti possono essere trovate nelle memorie di un viaggiatore russo, l'abate Daniel, che soggiornò a Cipro nel 1106. Ha registrato che la Santa Croce si trovava sul Monte Olimpo con l'obiettivo di "allontanare gli spiriti maligni e curare qualsiasi malattia", e ha osservato: "Questa croce è come un meteorite, non è sostenuta nel terreno, perché lo Spirito Santo la tiene sospesa nello spazio vuoto. Io, uomo indegno, mi sono inginocchiato davanti a questo oggetto santo e misterioso e ho visto con i miei occhi peccaminosi l'intrinseca grazia santa presente in questo luogo".
Dopo la sua fondazione, Stavrovouni fu occupata dai monaci ortodossi che vivevano secondo la regola di San Basilio. Ulteriori informazioni storiche vengono fornite dai visitatori occidentali a Cipro nel XII secolo. Willibrandi de Oldenburg, ad esempio, visitò Stavrovouni nel 1211 e scrisse: "La croce del buon ladrone è sulla montagna più alta di Cipro", il che non era corretto, poiché Stavrovouni non è alto come la vetta del Troodos. Ludolph von Suchen annotò nel 1305: "La montagna è come il monte Tabor su cui vivono i monaci benedettini. Dalla sua cima si vede il Libano". Ciò risulta vero, ma il tempo deve essere molto chiaro per poterlo verificare.
Nella sua lunga storia, Stavrovouni ha attraversato periodi di grande povertà e stenti causati dalle numerose invasioni straniere sull'isola. Oggi la Santa Croce non c'è più. Nel 1598, il nobile boemo Krystof Harant notò: "Nessuno sa cosa hanno fatto i turchi con la Santa Croce". Le mura, la chiesa, l'iconostasi e le celle dei monaci a Stavrovouni furono quasi completamente distrutte durante un grande incendio nel 1888. L'unica reliquia che si è conservata fino ai giorni nostri è una croce d'argento in cui è inserito un minuscolo frammento della Santa Croce, l'unico grande reliquiario ancora conservato a Stavrovouni.

### Storia recente
I documenti suggeriscono che il monastero non ebbe monaci per un periodo all'incirca tra il XVI e il XIX secolo, periodo in cui i turchi governavano l'isola. Il monastero fu abbandonato dal 1571, tuttavia alcuni eremiti continuarono a risiedervi. Questo fatto è stato menzionato dal monaco e pellegrino russo Vasil Grigorovich-Barsky nella prima metà del XVIII secolo. Alla fine del XIX secolo, l'anziano Dionysios A 'si trasferì a Stavrovouni dal Monte Athos nel 1889 e il monastero fu di nuovo operativo. Nel 1890, altri tre monaci ciprioti, sempre del Monte Athos, lo raggiunsero a Stavrovouni: i padri Varnavas, che sarebbe diventato il prossimo abate e i suoi due fratelli Kallinikos e Gregorios.
In seguito, nuovi monaci entrarono nel monastero, che divenne sempre più grande e divenne presto il centro spirituale dell'isola di Cipro. Il monastero è cresciuto così tanto durante la prima metà del XX secolo da essere in grado di inviare monaci ad altri monasteri in rovina per aiutarne la crescita. Ad esempio, i monaci di Stavrovouni si sono trasferiti al Monastero di Panagia Trooditissa sul Troodos e hanno creato un nuovo gruppo. Altri monaci hanno tentato di trasferirsi e far rivivere il Monastero di San Giovanni Battista a Mesa Potamos a Limassol.

### Abati più recenti
L'anziano Dionysios A' servì come primo abate fino al 1902, poi subentrò l'anziano Varnavas. Gli abati più recenti sono:
- Anziano Dionysios A '- 1889–1902
- Anziano Varnavas - 1902–1948
- Anziano Dionysios B '- 1948–1952
- Anziano Germanos - 1952–1982
- Anziano Athanasios - 1982 –

### Monaci conosciuti
Il monastero di Stavrouvouni è stato un centro di spiritualità e di culto a Cipro nel secolo scorso, poiché molti monaci spirituali vi hanno abitato. San Filoumenos il martire cipriota, membro della Confraternita del Santo Sepolcro, è un monaco così importante che iniziò la sua vita monastica a Stavrovouni. Il 16/29 novembre 1979 morì violentemente come martire al Pozzo di Giacobbe, dove prestava servizio come Superiore. Anche suo fratello gemello, l'archimandrita Elpidios, iniziò la sua vita monastica a Stavrovouni.
Lo Hieromonk Kyprianos († 1955) è un'altra figura significativa che visse a Stavrovouni; era conosciuto per il suo modo di vivere rigoroso e per i suoi utili consigli al popolo di Cipro. L'arcivescovo Leontios di Cipro (1896-1947) soggiornò a Stavrovouni per un certo periodo ed era strettamente imparentato con Hieromonk Kyprianos.

## Attuale monastero
Recentemente il monastero ha subito una completa ristrutturazione. La sua piccola chiesa è stata nuovamente restaurata con affreschi e icone del noto pittore p. Kallinikos, un monaco di Stavrovouni. La leggenda della fondazione è registrata in queste immagini: Sant'Elena in una veste rossa brillante e il Ritrovamento della Vera Croce a Gerusalemme (per inciso, la madre dell'imperatore riconobbe di avere la vera Santa Croce grazie alla miracolosa guarigione di una donna). Colorata, ma non senza il teschio dipinto da secoli sotto la Croce di Cristo è la Deposizione. La maggior parte degli affreschi della chiesa si riferiscono alla Croce e alla vita di Sant'Elena. In questo modo, Stavrovouni continua la radicata tradizione pittorica bizantina.

### Servizi
Stavrovouni ha una lunga tradizione nella pittura di icone e negli affreschi, e il suo monaco pittore di icone più famoso è padre Kallinikos. Anche il primo abate Dionysios A 'era un pittore di icone e ci sono diversi lavori di monaci di Stavrovouni nell'isola. Oltre alla pittura di icone, i monaci lavorano in una serie di altri servizi, come l'agricoltura e la produzione di aromatici per la chiesa. Inoltre, la gente del posto visita il monastero, soprattutto nei giorni di festa, e segue i monaci nel loro programma di culto: nella liturgia, nei vespri, ecc.

### Metochio
Metochia o Dipendenze (in greco: Μετόχια) sono piccoli monasteri o cappelle che appartengono a un monastero principale. Stavrovouni ha un certo numero di metochia, di cui il più noto è Agia Varvara ai piedi della collina di Stavrovouni. Fino a qualche decennio fa, la maggior parte dei monaci soggiornava in questo metochi poiché non c'erano acqua ed elettricità in cima alla collina.Solo due o tre monaci sarebbero rimasti in cima. Altri metochia sono Panagia Stazousa e Agios Modestos, che si trovano tra i villaggi di Pyrga e Klavdia. Oggi, i monaci di Agia Varvara lavorano come pittori di icone e nell'agricoltura, mentre i monaci degli altri due metochia si concentrano maggiormente sulle preghiere e vivono più da vicino a una vita eremitica.
Attualmente, i monaci di Stavrovouni vivono una forma di vita monastica molto rigida, simile a quella dei monaci del Monte Athos. La regola del loro primo abate, Dionisio I, ne costituisce la base. Alle donne non è permesso entrare nella parte principale del monastero, ma possono visitare la cappella fuori da esso in cima alla collina. Sono inoltre autorizzati a visitare il Metochi Agia Varvara ai piedi della collina solo la domenica. Questa regola è chiamata avato (in greco: άβατο, che significa: l'ingresso è vietato), ed è analoga alla vita rigorosa dei monaci sul Monte Athos dove alle donne non è permesso entrare. Questa regola viene applicata al fine di mantenere i monaci isolati e vivere uno stile di vita più rigoroso.
Ci sono più di 30 monaci nel monastero di Stavrovouni e l'attuale abate è l'archimandrita Athanasios.